# سبرينغ ليك (ألبرتا)
سبرينغ ليك (بالإنجليزية: Spring Lake, Alberta)‏ هي قرية تقع في كندا في ألبرتا. يقدر عدد سكانها بـ 533 نسمة ومساحتها 2.12 كم2 وترتفع عن سطح البحر 740 متر.